# بيرتيولو
بيرتيولو هي محافظة (بلدية) في مقاطعة أوديني في منطقة فريولي فينيتسيا جوليا الإيطالية ، وتقع على بعد حوالي 70 كيلومتر (43 ميل) شمال غرب ترييستي وحوالي 20 كيلومتر (12 ميل) جنوب غرب أوديني .
تقع بيرتيولو على حدود البلديات التالية: Codroipo و Lestizza و Rivignano Teor و Talmassons و Varmo .